# Ian Thompson
Ian Thompson, född 8 december 1968, död 15 mars 1999, var en friidrottare från Bahamas. Han deltog vid olympiska sommarspelen 1992 och olympiska sommarspelen 1996.